# ТЭФИ (премия, 2018)
«ТЭ́ФИ» — российская общенациональная индустриальная телевизионная премия за высшие достижения в области телевизионных искусств. Учреждена фондом «Академия российского телевидения» 21 октября 1994 года. Премия должна была стать российским аналогом американской телевизионной премии «Эмми». С 2014 года организатором проведения конкурса выступает некоммерческое партнёрство «Комитет индустриальных телевизионных премий» (НП «КИТП»).
Для участия в конкурсе «ТЭФИ—2018» принимались работы, произведённые и впервые вышедшие в эфир на одном из общероссийских телеканалов в период с 1 июня 2017 года по 31 мая 2018 года. Всего на рассмотрение жюри поступило рекордное количество работ — более 600.

## Церемония
Двадцать вторая церемония награждения победителей в номинациях категории «Дневной эфир» и категории «Вечерний прайм» состоялась в два этапа в один день — 3 октября 2018 года. Местом проведения обоих этапов церемонии стал Московский театр мюзикла, а в качестве ведущего выступил Михаил Швыдкой. Телевизионную трансляцию церемонии подготовил Первый канал.

## Победители по каналам вещания
| Телеканал    | Дневной эфир | Дневной эфир | Вечерний прайм | Вечерний прайм | Всего  | Всего     |
| Телеканал    | Победы       | Номинации    | Победы         | Номинации      | Победы | Номинации |
| ------------ | ------------ | ------------ | -------------- | -------------- | ------ | --------- |
| Первый канал | 4            | 12           | 4              | 22             | 8      | 34        |
| Россия-1     | 0            | 8            | 7              | 16             | 7      | 24        |
| СТС          | 1            | 3            | 4              | 5              | 5      | 8         |
| Пятница!     | 3            | 8            | 1              | 4              | 4      | 12        |
| РЕН ТВ       | 1            | 4            | 3              | 5              | 4      | 9         |
| ТНТ          | 2            | 2            | 1              | 13             | 3      | 15        |
| НТВ          | 1            | 13           | 1              | 12             | 2      | 25        |
| Пятый канал  | 1            | 4            | 1              | 5              | 2      | 9         |
| ТВ3          | 0            | 0            | 1              | 6              | 1      | 6         |
| СТС Love     | 0            | 1            | 1              | 2              | 1      | 3         |
| Че           | 1            | 2            | 0              | 0              | 1      | 2         |
| Матч ТВ      | 0            | 7            | 0              | 4              | 0      | 11        |
| ТВ Центр     | 0            | 0            | 0              | 3              | 0      | 3         |
| Россия К     | 0            | 2            | 0              | 1              | 0      | 3         |
| Спас         | 0            | 0            | 0              | 2              | 0      | 2         |
| Россия 24    | 0            | 1            | 0              | 1              | 0      | 2         |
| Домашний     | 0            | 1            | 0              | 0              | 0      | 1         |

## Победители и финалисты

### Категория «Дневной эфир»
Победители будут указаны первыми и выделены отдельным цветом 
| Номинации                                           | Победители и финалисты                                                                               | Производитель                                                                                      | Канал вещания |
| --------------------------------------------------- | --- | -------------------------------------------------------------------------------------------------- | ------------- |
| Утренняя программа                                  | «День Ангела»                                                                                        | ООО «П.С. – промоушн»                                                                              | Пятый канал   |
| Утренняя программа                                  | «Просто кухня»                                                                                       | «Mastiff Russia»                                                                                   | СТС           |
| Утренняя программа                                  | «Утро Пятницы»                                                                                       | ООО «Студия Пятница»                                                                               | Пятница!      |
| Утренняя программа                                  | «Готовим с Алексеем Зиминым»                                                                         | ООО «Киностудия «ФУ-24»                                                                            | НТВ           |
| Утренняя программа                                  | «Утро России»                                                                                        | Телеканал «Россия»                                                                                 | Россия 1      |
| Ведущий утренней программы                          | Марина Кравец — «Большой завтрак»                                                                    | «Comedy Club Production»                                                                           | ТНТ           |
| Ведущий утренней программы                          | Елена Николаева, Денис Стойков — «Утро России»                                                       | Телеканал «Россия»                                                                                 | Россия 1      |
| Ведущий утренней программы                          | Марина Ким, Сергей Бабаев, Арина Шарапова — «Доброе утро»                                            | АО «Первый канал»                                                                                  | Первый канал  |
| Ведущий утренней программы                          | Дарья Александрова, Максим Брызгалин — «День Ангела»                                                 | ООО «П.С. – промоушн»                                                                              | Пятый канал   |
| Ведущий утренней программы                          | Мария Ивакова, Валерия Дергилева — «Утро Пятницы»                                                    | ООО «Студия Пятница»                                                                               | Пятница!      |
| Дневное ток-шоу                                     | «Жди меня»                                                                                           | АО «Телекомпания ВИД»                                                                              | НТВ           |
| Дневное ток-шоу                                     | «Место встречи»                                                                                      | ООО «Студия „Централ Телевижн“»                                                                    | НТВ           |
| Дневное ток-шоу                                     | «Судьба человека с Борисом Корчевниковым»                                                            | АО «ЕМГ»                                                                                           | Россия 1      |
| Дневное ток-шоу                                     | «Мужское / Женское»                                                                                  | АО «Первый канал»                                                                                  | Первый канал  |
| Дневное ток-шоу                                     | «Тест на отцовство»                                                                                  | ООО «ПРАВО ТВ»                                                                                     | Домашний      |
| Развлекательная программа «Образ жизни»             | «Орел и Решка»                                                                                       | «A PLUS IP (CYPRUS) Limited» и ООО «Продюсерский центр «Ножи» по заказу ООО «Телекомпания Пятница» | Пятница!      |
| Развлекательная программа «Образ жизни»             | «Квартирный вопрос»                                                                                  | ООО «Телецех»                                                                                      | НТВ           |
| Развлекательная программа «Образ жизни»             | «Еда живая и мёртвая»                                                                                | ООО «Стереовижн»                                                                                   | НТВ           |
| Развлекательная программа «Образ жизни»             | «Модный приговор»                                                                                    | «Красный квадрат»                                                                                  | Первый канал  |
| Развлекательная программа «Образ жизни»             | «Минтранс»                                                                                           | ООО УК «Тайм-Код»                                                                                  | РЕН ТВ        |
| Просветительская программа                          | «Мир наизнанку»                                                                                      | «CME Cyprus Holding Limited»                                                                       | Пятница!      |
| Просветительская программа                          | «Крещение Руси»                                                                                      | «Star Media»                                                                                       | Первый канал  |
| Просветительская программа                          | «Чудо техники»                                                                                       | ООО «Стереовижн»                                                                                   | НТВ           |
| Просветительская программа                          | «Самая полезная программа»                                                                           | ООО «Синтез медиа»                                                                                 | РЕН ТВ        |
| Просветительская программа                          | «Дворцы взорвать и уходить...»                                                                       | ООО «Сигма-Видео»                                                                                  | Россия К      |
| Телеигра                                            | «Что? Где? Когда?»                                                                                   | ООО «Телекомпания „Игра-ТВ“»                                                                       | Первый канал  |
| Телеигра                                            | «Сто к одному»                                                                                       | Студия 2В                                                                                          | Россия-1      |
| Телеигра                                            | «Своя игра»                                                                                          | Студия 2В                                                                                          | НТВ           |
| Телеигра                                            | «Брейн-ринг»                                                                                         | ООО «Телекомпания „Игра-ТВ“»                                                                       | НТВ           |
| Телеигра                                            | «Утилизатор»                                                                                         | «Мандарин и Ко Продакшн»                                                                           | Че            |
| Документальный проект                               | «Засекреченные списки»                                                                               | ООО «Объединённые медиа. Креатив энд продакшн хаус»                                                | РЕН ТВ        |
| Документальный проект                               | «Гоголь. Игра в классику»                                                                            | «Амурские волны»                                                                                   | ТВ-3          |
| Документальный проект                               | «Крым. Небо Родины»                                                                                  | ООО Студия «Встреча»                                                                               | Первый канал  |
| Документальный проект                               | «Миропорядок 2018»                                                                                   | «ВГТРК»                                                                                            | Россия 1      |
| Документальный проект                               | «Большое путешествие Деда Мороза»                                                                    | АО «Телекомпания НТВ»                                                                              | НТВ           |
| Журналистское расследование                         | «Ревизорро»                                                                                          | ООО «Студия Пятница»                                                                               | Пятница!      |
| Журналистское расследование                         | Георгий Олисашвили — «Варвара Караулов»                                                              | АО «Первый канал»                                                                                  | Первый канал  |
| Журналистское расследование                         | «Главная дорога»                                                                                     | ООО «НТВ-ЦЕНТР»                                                                                    | НТВ           |
| Журналистское расследование                         | «Подпольные клиники для звезд»                                                                       | ООО «МИЦ «Известия»                                                                                | РЕН ТВ        |
| Журналистское расследование                         | Александр Карпов — «О бандах черных риэлтеров»                                                       | «ВГТРК»                                                                                            | Россия 1      |
| Реалити-шоу                                         | «Решала»                                                                                             | ООО «Весна Продакшн»                                                                               | Че            |
| Реалити-шоу                                         | «Секретный миллионер»                                                                                | ООО «Продюсерский Центр «Ножи»                                                                     | Пятница!      |
| Реалити-шоу                                         | «Пора в отпуск»                                                                                      | «QMedia Pro»                                                                                       | НТВ           |
| Реалити-шоу                                         | «Трудно быть боссом»                                                                                 | «Yellow, Black and White»                                                                          | НТВ           |
| Реалити-шоу                                         | «Русский ниндзя»                                                                                     | АО «Первый канал»                                                                                  | Первый канал  |
| Телевизионный проект о спорте                       | | |               |
| «Ледниковый период. Дети»                           | АО «Первый канал»                                                                                    | Первый канал                                                                                       |               |
| «Моё родное. Спорт»                                 | ООО «Васильевский остров»                                                                            | Пятый канал                                                                                        |               |
| «Футбольное столетие»                               | ООО «Национальный спортивный канал»                                                                  | Матч ТВ                                                                                            |               |
| «Тотальный Футбол»                                  | ООО «Национальный спортивный канал»                                                                  | Матч ТВ                                                                                            |               |
| «Команда на Прокачку»                               | «БИЗ Продакшн»                                                                                       | Матч ТВ                                                                                            |               |
| «Вэлкам ту Раша»                                    | «Сафари Продакшн»                                                                                    | Матч ТВ                                                                                            |               |
| Ведущий спортивной программы/спортивный комментатор | Татьяна Тарасова — «Зимние Олимпийские игры 2018. Фигурное катание. Женщины. Произвольная программа» | АО «Первый канал»                                                                                  | Первый канал  |
| Ведущий спортивной программы/спортивный комментатор | Нобель Арустамян, Дмитрий Шнякин — «Лига Чемпионов УЕФА. Рома — Барселона»                           | ООО «Национальный спортивный канал»                                                                | Матч ТВ       |
| Ведущий спортивной программы/спортивный комментатор | Роман Гутцайт — «Тотальный Футбол»                                                                   | ООО «Национальный спортивный канал»                                                                | Матч ТВ       |
| Ведущий спортивной программы/спортивный комментатор | Владимир Стогниенко — «Футбол России»                                                                | «ВГТРК»                                                                                            | Россия 24     |
| Ведущий спортивной программы/спортивный комментатор | Дмитрий Губерниев — «Биатлон с Дмитрием Губерниевым»                                                 | ООО «Национальный спортивный канал»                                                                | Матч ТВ       |
| Дневной телевизионный сериал                        | «Улица»                                                                                              | «Good Story Media»                                                                                 | ТНТ           |
| Дневной телевизионный сериал                        | «Детективы»                                                                                          | ООО «Объединение телевизионных компаний»                                                           | Пятый канал   |
| Дневной телевизионный сериал                        | «Мухтар. Новый след»                                                                                 | «Студия 2В»                                                                                        | НТВ           |
| Дневной телевизионный сериал                        | «Любимцы»                                                                                            | ООО «Студия Пятница»                                                                               | Пятница!      |
| Дневной телевизионный сериал                        | «Морозова»                                                                                           | «ООО Телекомпания „Дикси-ТВ“»                                                                      | Россия 1      |
| Программа для детей и юношества                     | «Три Кота»                                                                                           | ООО «Студия Метрафильмс»                                                                           | СТС           |
| Программа для детей и юношества                     | «Устами младенца»                                                                                    | «Студия 2В»                                                                                        | НТВ           |
| Программа для детей и юношества                     | «Ревизолушка»                                                                                        | ООО «Студия Пятница»                                                                               | Пятница!      |
| Программа для детей и юношества                     | Торжественное закрытие XVIII Международного телевизионного конкурса юных музыкантов «Щелкунчик»      | Россия К                                                                                           | Россия К      |
| Программа для детей и юношества                     | «Голос. Дети»                                                                                        | АО «Первый канал»                                                                                  | Первый канал  |
| Эфирный/неэфирный промоушн телепрограмм             | «Белки. Танцы»                                                                                       | АО «Первый канал»                                                                                  | Первый канал  |
| Эфирный/неэфирный промоушн телепрограмм             | «Пацанки»                                                                                            | ООО «Телекомпания Пятница»                                                                         | Пятница!      |
| Эфирный/неэфирный промоушн телепрограмм             | «Взвешенные и счастливые люди»                                                                       | «СТС»                                                                                              | СТС           |
| Эфирный/неэфирный промоушн телепрограмм             | «Айдентика телеканала СТС Love»                                                                      | «СТС Love»                                                                                         | СТС Love      |
| Эфирный/неэфирный промоушн телепрограмм             | «Синяя птица помогает взлететь»                                                                      | «Россия 1»                                                                                         | Россия 1      |

### Категория «Вечерний прайм»
Победители будут указаны первыми и выделены отдельным цветом 
| Номинации                                              | Победители и финалисты | Производитель                                 | Канал вещания |
| ------------------------------------------------------ | --- | --------------------------------------------- | ------------- |
| Информационная программа                               | «Новости» | МИЦ «Известия»                                | РЕН ТВ        |
| Информационная программа                               | «Вести» | «ВГТРК»                                       | Россия-1      |
| Информационная программа                               | «Время» | АО «Первый канал»                             | Первый канал  |
| Информационная программа                               | «Все на матч» | ООО «Национальный спортивный канал»           | Матч ТВ       |
| Информационная программа                               | «Центральное телевидение» | ООО «Студия „Централ Телевижн“»               | НТВ           |
| Ведущий информационной программы                       | Сергей Брилёв — «Вести в субботу» | «ВГТРК»                                       | Россия 1      |
| Ведущий информационной программы                       | Ольга Роева — «Пятница! News» | ООО «Студия Пятница»                          | Пятница!      |
| Ведущий информационной программы                       | Кирилл Клейменов — «Время» | АО «Первый канал»                             | Первый канал  |
| Ведущий информационной программы                       | Вадим Такменев — «Центральное телевидение»                                                                                                   | ООО «Студия „Централ Телевижн“»               | НТВ           |
| Ведущий информационной программы                       | Пётр Марченко — «Новости» | ООО «МИЦ «Известия»                           | РЕН ТВ        |
| Репортёр/оператор репортажа                            | Евгений Поддубный, Александр Пушин — «Война в Сирии: финал появился на горизонте»                                                            | «ВГТРК»                                       | Россия 1      |
| Репортёр/оператор репортажа                            | Дмитрий Занин — «Мундиаль. Наши соперники. Саудовская Аравия»                                                                                | ООО «Национальный спортивный канал»           | Матч ТВ       |
| Репортёр/оператор репортажа                            | Екатерина Березовская — «Хрустальная девочка Айнур»                                                                                          | АО «Первый канал»                             | Первый канал  |
| Репортёр/оператор репортажа                            | Анатолий Майоров — «Босния превратилась в рассадник экстремизма в Европе»                                                                    | АО «Телекомпания НТВ»                         | НТВ           |
| Репортёр/оператор репортажа                            | Алексей Полторанин — «Кемерово. После трагедии в Зимней вишне»                                                                               | МИЦ «Известия»                                | Пятый канал   |
| Информационно-аналитическая итоговая программа         | «Добров в эфире» | ООО «АКЦЕПТ»                                  | РЕН ТВ        |
| Информационно-аналитическая итоговая программа         | «Воскресное время» | АО «Первый канал»                             | Первый канал  |
| Информационно-аналитическая итоговая программа         | «Вести недели» | ВГТРК                                         | Россия 1      |
| Информационно-аналитическая итоговая программа         | «Итоги недели с Ирадой Зейналовой» | АО «Телекомпания НТВ»                         | НТВ           |
| Информационно-аналитическая итоговая программа         | «Все на футбол» | ООО «Национальный спортивный канал»           | Матч ТВ       |
| Ведущий информационно-аналитической итоговой программы | Андрей Добров — «Добров в эфире» | ООО «АКЦЕПТ»                                  | РЕН ТВ        |
| Ведущий информационно-аналитической итоговой программы | Ирада Зейналова — «Итоги недели с Ирадой Зейналовой»                                                                                         | АО «Телекомпания НТВ»                         | НТВ           |
| Ведущий информационно-аналитической итоговой программы | Валерий Фадеев — «Воскресное время» | АО «Первый канал»                             | Первый канал  |
| Ведущий информационно-аналитической итоговой программы | Дмитрий Киселёв — «Вести недели» | ВГТРК                                         | Россия 1      |
| Ведущий информационно-аналитической итоговой программы | Анна Прохорова — «В центре событий с Анной Прохоровой»                                                                                       | АО «ТВ Центр»                                 | ТВ Центр      |
| Интервьюер                                             | «Действующие лица с Наилей Аскер-заде» | «ВГТРК»                                       | Россия 1      |
| Интервьюер                                             | Алексей Ягудин — «Интервью с Ильей Ковальчуком»                                                                                              | ООО «Национальный спортивный канал»           | Матч ТВ       |
| Интервьюер                                             | Евгений Гусев — «Интервью с Константином Хабенским»                                                                                          | МИЦ «Известия»                                | Пятый канал   |
| Интервьюер                                             | Владимир Познер — «Познер» | АО «Первый канал»                             | Первый канал  |
| Интервьюер                                             | Кирилл Поздняков — «Поздняков» | «НТВ»                                         | НТВ           |
| Развлекательное ток-шоу прайм-тайма                    | «Саранхэ» | «Лайм Продакшн»                               | СТС Love      |
| Развлекательное ток-шоу прайм-тайма                    | «Секрет на миллион» | ООО «Ток-шоу»                                 | НТВ           |
| Развлекательное ток-шоу прайм-тайма                    | «Пусть говорят» | Дирекция спецпроектов «Первого канала»        | Первый канал  |
| Развлекательное ток-шоу прайм-тайма                    | «Привет, Андрей!». Вечернее шоу Андрея Малахова                                                                                              | ООО «ТВ Хит»                                  | Россия 1      |
| Развлекательное ток-шоу прайм-тайма                    | «Чернобыль. Зона обсуждения» | ООО «Наутилус Медиа»                          | ТВ-3          |
| Общественно-политическое ток-шоу прайм-тайма           | «60 минут» | «ВГТРК»                                       | Россия 1      |
| Общественно-политическое ток-шоу прайм-тайма           | «Следы империи» | ООО «Продюсерский центр «АРТ Фикшн»           | Спас          |
| Общественно-политическое ток-шоу прайм-тайма           | «Красный проект» | ООО «М-Продакшн Медиа»                        | ТВ Центр      |
| Общественно-политическое ток-шоу прайм-тайма           | «Время покажет. Россия: выбор будущего» | АО «Первый канал»                             | Первый канал  |
| Ведущий общественно-политического ток-шоу прайм-тайма  | Ольга Скабеева, Евгений Попов — «60 минут»                                                                                                   | «ВГТРК»                                       | Россия 1      |
| Ведущий общественно-политического ток-шоу прайм-тайма  | Аркадий Мамонтов — «Следы империи» | ООО «Продюсерский центр «АРТ Фикшн»           | Спас          |
| Ведущий общественно-политического ток-шоу прайм-тайма  | Дмитрий Куликов, Николай Злобин — «Красный проект»                                                                                           | ООО М-Продакшн Медиа»                         | ТВ Центр      |
| Ведущий общественно-политического ток-шоу прайм-тайма  | Артём Шейнин, Екатерина Стриженова, Анатолий Кузичев — «Время покажет»                                                                       | АО «Первый канал»                             | Первый канал  |
| Ведущий развлекательного ток-шоу прайм-тайма           | Андрей Малахов — «Привет, Андрей!» | ООО «ТВ Хит»                                  | Россия 1      |
| Ведущий развлекательного ток-шоу прайм-тайма           | Анатолий Цой — «Саранхэ» | «Лайм Продакшн»                               | СТС Love      |
| Ведущий развлекательного ток-шоу прайм-тайма           | Дмитрий Борисов — «Пусть говорят» | АО «Первый канал»                             | Первый канал  |
| Ведущий развлекательного ток-шоу прайм-тайма           | Лера Кудрявцева — «Секрет на миллион» | ООО «Ток-шоу»                                 | НТВ           |
| Ведущий развлекательного ток-шоу прайм-тайма           | Игорь Верник, Вадим Верник — «2 ВЕРНИК 2» | ООО «Вито ПРО»                                | Россия К      |
| Развлекательная программа                              | «Вечерний Ургант» | АО «Первый канал»                             | Первый канал  |
| Развлекательная программа                              | «Танцы» | Comedy Club Production                        | ТНТ           |
| Развлекательная программа                              | Прямая трансляция праздника выпускников петербургских школ «Алые паруса — 2017»                                                              | ОАО «Телерадиокомпания «Петербург»            | Пятый канал   |
| Развлекательная программа                              | «На ножах» | «Ю Ай Пи Групп»                               | Пятница!      |
| Развлекательная программа                              | «Квартирник НТВ у Маргулиса» | ООО «Фридом»                                  | НТВ           |
| Ведущий развлекательной программы                      | Антон Лирник, Роман Юнусов — «Шоу выходного дня»                                                                                             | «Goose Goose Films»                           | СТС           |
| Ведущий развлекательной программы                      | Евгений Маргулис — «Квартирник НТВ у Маргулиса»                                                                                              | ООО «Фридом»                                  | НТВ           |
| Ведущий развлекательной программы                      | Максим Галкин, Юлия Меньшова — «Сегодня вечером»                                                                                             | ГК «Красный квадрат»                          | Первый канал  |
| Ведущий развлекательной программы                      | Павел Воля, Гарик Харламов — «Comedy Club»                                                                                                   | «Comedy Club Production»                      | ТНТ           |
| Ведущий развлекательной программы                      | Иван Ургант — «Вечерний Ургант» | АО «Первый канал»                             | Первый канал  |
| Юмористическая программа/шоу                           | Шоу «Уральских пельменей» | ООО «Уральские Пельмени Продакшн»             | СТС           |
| Юмористическая программа/шоу                           | «Comedy Woman» | «Comedy Club Production»                      | ТНТ           |
| Юмористическая программа/шоу                           | «Импровизация» | «Comedy Club Production»                      | ТНТ           |
| Юмористическая программа/шоу                           | «Comedy Club» | «Comedy Club Production»                      | ТНТ           |
| Юмористическая программа/шоу                           | «КВН» | ООО «ТТО «Амик»                               | Первый канал  |
| Телевизионная многосерийная комедия/ситком             | «Улётный экипаж» | Продюсерский центр «ГОРАД»                    | СТС           |
| Телевизионная многосерийная комедия/ситком             | «Ищейка 2» | «Star Media»                                  | Первый канал  |
| Телевизионная многосерийная комедия/ситком             | «Универ» | «Comedy Club Production»                      | ТНТ           |
| Телевизионная многосерийная комедия/ситком             | «Ольга» | «Good Story Media»                            | ТНТ           |
| Телевизионная многосерийная комедия/ситком             | «Физрук» | «Good Story Media»                            | ТНТ           |
| Телевизионный фильм/сериал                             | «Троцкий» | «Продюсерская компания Среда»                 | Первый канал  |
| Телевизионный фильм/сериал                             | «Свои» | «Пятый канал»                                 | Пятый канал   |
| Телевизионный фильм/сериал                             | «Гоголь. Начало» | «Продюсерская компания Среда»                 | ТВ-3          |
| Телевизионный фильм/сериал                             | «Демон революции» | «NON-STOP PRODUCTION при участии «Группы ЛСР» | Россия 1      |
| Телевизионный фильм/сериал                             | «Полицейский с Рублёвки. Снова дома» | Кинокомпания «LEGIO FELIX»                    | ТНТ           |
| Режиссёр телевизионного фильма/сериала                 | Александр Котт, Константин Статский — «Троцкий»                                                                                              | «Продюсерская компания Среда»                 | Первый канал  |
| Режиссёр телевизионного фильма/сериала                 | Егор Баранов — «Гоголь. Начало» | «Продюсерская компания Среда»                 | ТВ-3          |
| Режиссёр телевизионного фильма/сериала                 | Константин Худяков — «Хождение по мукам» | АО «Всемирные русские студии»                 | НТВ           |
| Режиссёр телевизионного фильма/сериала                 | Валерий Тодоровский — «Большой» | Продюсерская компания Валерия Тодоровского    | Россия 1      |
| Режиссёр телевизионного фильма/сериала                 | Илья Куликов — «Полицейский с Рублёвки. Снова дома»                                                                                          | Кинокомпания «LEGIO FELIX»                    | ТНТ           |
| Лучший актёр телевизионного фильма/сериала             | Константин Хабенский — «Троцкий» | «Продюсерская компания Среда»                 | Первый канал  |
| Лучший актёр телевизионного фильма/сериала             | Михаил Трухин — «Ивановы-Ивановы» | «Yellow, Black and White»                     | СТС           |
| Лучший актёр телевизионного фильма/сериала             | Олег Меньшиков — «Гоголь. Начало» | «Продюсерская компания Среда»                 | ТВ-3          |
| Лучший актёр телевизионного фильма/сериала             | Евгений Миронов — «Демон революции» | «NON-STOP PRODUCTION при участии «Группы ЛСР» | Россия 1      |
| Лучший актёр телевизионного фильма/сериала             | Сергей Бурунов — «Полицейский с Рублёвки. Снова дома»                                                                                        | Кинокомпания «LEGIO FELIX»                    | ТНТ           |
| Лучшая актриса телевизионного фильма/сериала           | Анна Уколова — «Ивановы-Ивановы» | «Yellow, Black and White»                     | СТС           |
| Лучшая актриса телевизионного фильма/сериала           | Светлана Ходченкова — «По ту сторону смерти»                                                                                                 | «ВайТ Медиа»                                  | НТВ           |
| Лучшая актриса телевизионного фильма/сериала           | Виктория Исакова — «Частица вселенной» | ООО «Мармот-Фильм»                            | Первый канал  |
| Лучшая актриса телевизионного фильма/сериала           | Алиса Фрейндлих — «Большой» | Продюсерская компания Валерия Тодоровского    | Россия 1      |
| Лучшая актриса телевизионного фильма/сериала           | Яна Троянова — «Ольга» | «Good Story Media»                            | ТНТ           |
| Телевизионный продюсер сезона                          | Николай Картозия — «Ревизорро. Московский сезон», «Секретный миллионер», «Наследники», «Инстаграмщицы», «Мейкаперы», «Голос улиц», «Любимцы» | ООО «Студия Пятница», «Ю Ай Пи Групп»         | Пятница!      |
| Телевизионный продюсер сезона                          | Валерий Федорович, Евгений Никишов — «Гоголь. Начало»                                                                                        | «Продюсерская компания Среда»                 | ТВ-3          |
| Телевизионный продюсер сезона                          | Вячеслав Дусмухаметов — «Танцы» | «Comedy Club Production»                      | ТНТ           |
| Телевизионный продюсер сезона                          | Константин Эрнст, Александр Файфман — «Торжественный парад ко Дню Военно-морского флота РФ»                                                  | АО «Первый канал»                             | Первый канал  |
| Телевизионный продюсер сезона                          | Владимир Тюлин — «Новости», «Добров в эфире», «Экстренный вызов 112»                                                                         | МИЦ «Известия»                                | РЕН ТВ        |
| Событие телевизионного сезона                          | «Гоголь. Начало» | Продюсерская компания «Среда»                 | ТВ-3          |
| Событие телевизионного сезона                          | «Спящие» | «Art Pictures Vision»                         | Первый канал  |
| Событие телевизионного сезона                          | «Секретный миллионер» | ООО «Продюсерский центр «Ножи»                | Пятница!      |
| Событие телевизионного сезона                          | «Открытие Крымского моста» | ГК «Красный квадрат»                          | Россия 24     |
| Событие телевизионного сезона                          | «Торжественный парад ко Дню Военно-морского флота РФ»                                                                                        | АО «Первый канал»                             | Первый канал  |
| Специальный приз                                       | «Миропорядок 2018» | «Masterskaya Movie Company»                   | Россия 1      |
| Специальный приз                                       | Кирилл Клеймёнов | Первый канал                                  | —             |
| Специальный приз                                       | Татьяна Миткова | НТВ                                           | —             |
| Специальный приз                                       | Пятый канал | —                                             | —             |